# Tài trợ khủng bố
Tài trợ khủng bố đề cập đến các hoạt động cung cấp tài chính hoặc hỗ trợ tài chính cho các cá nhân khủng bố hoặc các nhóm khủng bố. Một chính phủ duy trì một danh sách các tổ chức khủng bố thường cũng sẽ thông qua luật để ngăn ngừa việc rửa tiền để tài trợ các tổ chức khủng bố trên.
Luật chống rửa tiền và tài trợ khủng bố được áp dụng trên khắp thế giới. Tại Hoa Kỳ, Đạo luật Patriot đã được thông qua sau sự kiện 11 tháng 9, cho phép chính phủ nước này có quyền năng chống rửa tiền để giám sát các tổ chức tài chính. Đạo luật Yêu nước này đã tạo ra nhiều tranh cãi ở Hoa Kỳ kể từ khi ban hành. Hoa Kỳ cũng đã hợp tác với Liên Hợp Quốc và các nước khác để tạo ra Chương trình Theo dõi Tài chính Khủng bố.